# Helina czernyi
Helina czernyi är en tvåvingeart som beskrevs av Lyneborg 1970. Helina czernyi ingår i släktet Helina och familjen husflugor. Inga underarter finns listade i Catalogue of Life.